# Joël Gaspoz
Joël Gaspoz (Troistorrents, 25 settembre 1962) è un ex sciatore alpino svizzero, vincitore della Coppa del Mondo di slalom gigante nel 1986.

## Biografia

### Stagioni 1979-1986
Gaspoz, specialista delle prove tecniche originario della stazione sciistica di Morgins, si mise in luce nella stagione 1978-1979, quando vinse due medaglie agli Europei juniores di Achenkirch 1979 (l'argento nello slalom speciale e il bronzo nello slalom gigante) e si classificò al 3º nella classifica di slalom gigante della Coppa Europa; in Coppa del Mondo ottenne in slalom gigante sia il primo piazzamento di rilievo (13º a Val-d'Isère l'8 dicembre 1979), sia il primo podio: il 21 gennaio 1980 arrivò 3º, dietro a Ingemar Stenmark e a Jacques Lüthy, sulla Chuenisbärgli di Adelboden.
Ai XIII Giochi olimpici invernali di Lake Placid 1980, sua prima presenza olimpica, si classificò 7º nello slalom gigante e non concluse lo slalom speciale; l'8 dicembre 1981 ad Aprica vinse la sua prima gara in Coppa del Mondo, uno slalom gigante, e ai successivi Mondiali di Schladming 1982 fu 4º nello slalom gigante e 5º nello slalom speciale, suoi primi piazzamenti iridati. Ai XIV Giochi olimpici invernali di Sarajevo 1984 si classificò 10º nello slalom gigante e non concluse nuovamente lo slalom speciale. Nella stagione 1985-1986 in Coppa del Mondo ottenne tre podi (tre vittorie, tra le quali due nel classico slalom gigante della Podkoren di Kranjska Gora: il 20 dicembre e il 3 gennaio) e si aggiudicò la Coppa del Mondo di slalom gigante con appena un punto di vantaggio su Stenmark. 

### Stagioni 1987-1989
Nella stagione 1986-1987 in slalom gigante colse quattro podi con due vittorie (sulla Gran Risa dell'Alta Badia il 15 dicembre e sulla Podkoren di Kranjska Gora il 19 dicembre) e chiuse al primo posto nella classifica di specialità a pari punti con Pirmin Zurbriggen, che si aggiudicò la coppa di cristallo per i migliori piazzamenti compelssivi; ottenne anche due podi in slalom speciale (tra questi la sua unica vittoria nella specialità, nonché ultima vittoria in carriera, il 18 gennaio sulla Männlichen/Jungfrau di Wengen) e con sei podi complessivi chiuse l'annata al 4º posto sia nella classifica generale, sia in quella di slalom speciale. Nella stessa stagione ai Mondiali di Crans-Montana 1987, sua ultima presenza iridata, fu 7º nello slalom speciale e cadde a poche porte dal traguardo della seconda manche nello slalom gigante dove, primo nella prima manche, si apprestava a vincere la medaglia d'oro; tale evento segnò la carriera di Gaspoz e l'atleta non si riprese più dall'accaduto.
Nella stagione 1987-1988 salì per l'ultima volta sul podio in Coppa del Mondo, con il 3º posto ottenuto nello slalom gigante dell'Alta Badia del 13 dicembre, e prese parte alle sue ultime Olimpiadi: a Calgary 1988 si classificò 10º nello slalom gigante e non concluse lo slalom speciale. L'ultimo piazzamento della sua attività agonistica fu l'11º posto ottenuto nello slalom gigante di Coppa del Mondo disputato a Furano il 3 marzo 1989.

### Bilancio della carriera
Assieme al connazionale Pirmin Zurbriggen fu uno dei migliori interpreti dello slalom gigante a metà degli anni 1980; pur non riuscendo a ottenere medaglie né ai Mondiali né alle Olimpiadi, conquistò una Coppa del Mondo di specialità e sette successi individuali in Coppa del Mondo, di cui uno in slalom speciale.

## Palmarès

### Europei juniores
- 2 medaglie[1]:
  - 1 argento (slalom speciale ad Achenkirch 1979)
  - 1 bronzo (slalom gigante ad Achenkirch 1979)

### Coppa del Mondo
- Miglior piazzamento in classifica generale: 4º nel 1987
- Vincitore della Coppa del Mondo di slalom gigante nel 1986
- 19 podi (16 in slalom gigante, 3 in slalom speciale):
  - 7 vittorie
  - 4 secondi posti
  - 8 terzi posti

#### Coppa del Mondo - vittorie
| Data             | Località      | Paese       | Specialità |
| ---------------- | ------------- | ----------- | ---------- |
| 8 dicembre 1981  | Aprica        | Italia      | GS         |
| 20 dicembre 1985 | Kranjska Gora | Jugoslavia  | GS         |
| 3 gennaio 1986   | Kranjska Gora | Jugoslavia  | GS         |
| 19 marzo 1986    | Lake Placid   | Stati Uniti | GS         |
| 15 dicembre 1986 | Alta Badia    | Italia      | GS         |
| 19 dicembre 1986 | Kranjska Gora | Jugoslavia  | GS         |
| 18 gennaio 1987  | Wengen        | Svizzera    | SL         |

Legenda:

GS = slalom gigante

SL = slalom speciale

### Campionati svizzeri
- 4 medaglie (dati parziali, dalla stagione 1979-1980):
  - 4 ori (slalom gigante[senza fonte] nel 1980; slalom gigante[senza fonte] nel 1981; slalom speciale[senza fonte] nel 1984; slalom gigante[senza fonte] nel 1988)